# Güster (Fisch)

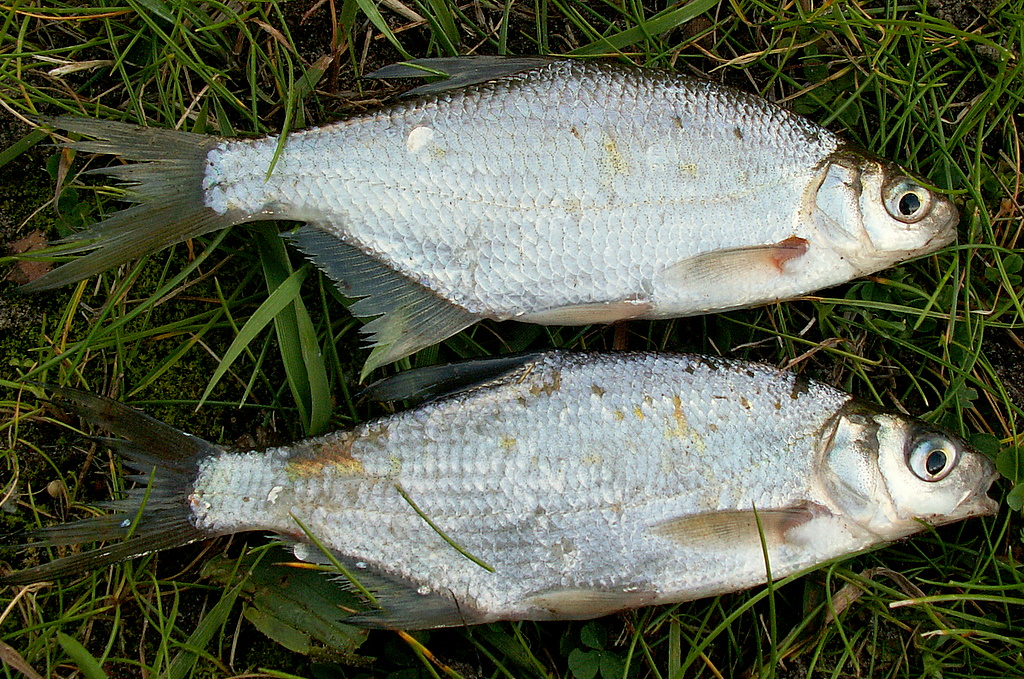
Morphologische Unterschiede zwischen Güster (oben) und dem nah verwandten Brassen (unten)

Der Güster (Blicca bjoerkna, Syn.: Abramis bjoerkna, Linnaeus, 1758), auch Blicke, Pliete oder Halbbrasse genannt, zählt zu den Karpfenfischen. Sein Lebensraum sind stehende Gewässer und schwach strömende Flussabschnitte in Europa, bevorzugt in pflanzenreichen Uferbereichen. Er ist ein weit verbreiteter Fisch und sowohl ökologisch als auch in der kommerziellen Fischerei und im Sportfischen von Bedeutung.

## Beschreibung
Charakteristisch ist der hochrückige Körperbau mit einer silbrig-grauen bis bläulichen Färbung. Der Fisch besitzt kleine Schuppen und ein endständiges Maul. Er lässt sich durch den großen Augendurchmesser leicht von Zobel und Blei (Brachse) unterscheiden. Die Ansätze von Brust- und Bauchflossen sind bei ihm rötlich und beim Blei grau. Im Durchschnitt werden diese Fische 15 bis 20 Zentimeter lang. Kapitale Exemplare werden bis zu 36 Zentimeter lang und sind somit kleiner als der Blei. Im Gegensatz zum Blei kann der Güster sein Maul nicht vorstülpen. Seine große Afterflosse ist mit einem schwarzen Außenrand ausgestattet. Er zeigt nicht die goldene Färbung des Blei, sondern ist seitlich silbrig glänzend.
Er lebt in Schwärmen, wird als Speisefisch nicht geschätzt und gilt daher bei Fischern als Nahrungskonkurrent anderer Karpfenfische.

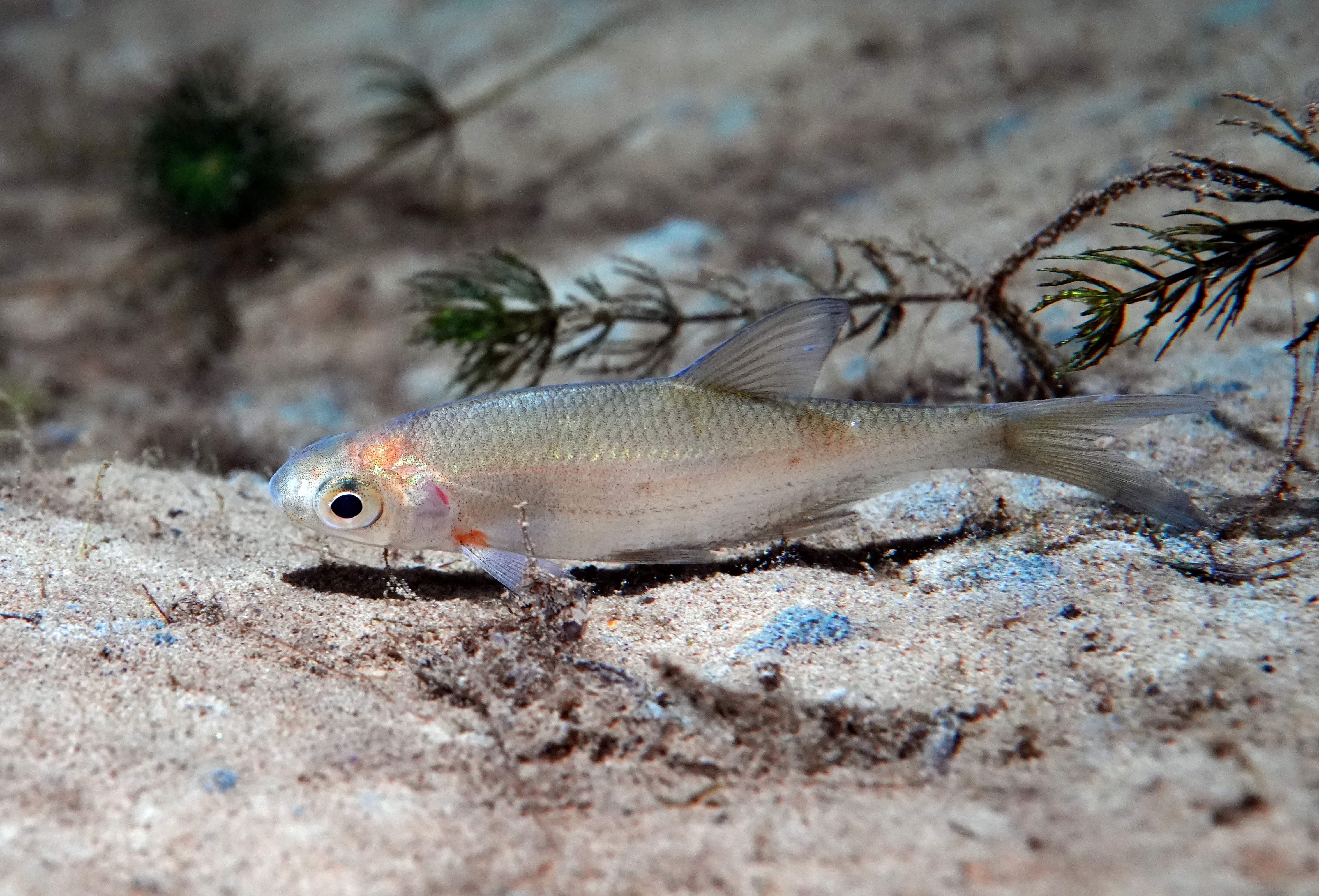
Juvenile Güstern können weniger hochrückig erscheinen

## Ernährung
Als Allesfresser ernährt sich die Güster hauptsächlich von pflanzlichem Material, kleinen Wirbellosen und Detritus. Ihre Nahrungssuche erfolgt meist am Gewässergrund.

## Fortpflanzung
Die Laichzeit der Güster findet in der Regel im Frühjahr statt. Die Weibchen legen tausende klebrige Eier auf Wasserpflanzen oder anderen Untergründen ab. Die Entwicklung der Larven hängt stark von der Wassertemperatur ab.

## Bedeutung
Die Güster wird sowohl kommerziell als auch von Sportfischern gefangen. Ihr Fleisch gilt als wohlschmeckend, obwohl es grätenreich ist. In der Aquakultur spielt die Güster jedoch eine untergeordnete Rolle.

## Gefährdungssituation
Die Weltnaturschutzunion IUCN führt den Güster in der Roten Liste gefährdeter Arten und beurteilt ihn als  (=least concern – nicht gefährdet), da die Art weit verbreitet ist und keine bedeutenden Bedrohungen gesehen werden. Trotz ihrer weiten Verbreitung in verschiedenen Regionen steht die Güster vor Herausforderungen wie dem Verlust ihres natürlichen Lebensraums und Umweltverschmutzung. Diese Faktoren können sich nachteilig auf lokale Populationen auswirken, die gegenüber Veränderungen in ihrem Ökosystem besonders sensibel reagieren.